# Blanzac-lès-Matha
Blanzac-lès-Matha là một xã trong tỉnh Charente-Maritime Charente-Maritime trong vùng Nouvelle-Aquitaine, tây nam nước Pháp. Xã Blanzac-lès-Matha nằm ở khu vực có độ cao trung bình 45 mét trên mực nước biển.